# Megafroneta elongata
Megafroneta elongata är en spindelart som beskrevs av A. David Blest 1979. Megafroneta elongata ingår i släktet Megafroneta och familjen täckvävarspindlar. Inga underarter finns listade i Catalogue of Life.